# Nasław z Gogolina
Nasław z Gogolina – podczaszy bydgoski, kasztelan bydgoski w latach 1455–1464.
Pisał się z Gogolina – miejscowości położonej koło Koronowa.
Wystąpił w roli testatora na dokumencie Kazimierza Jagiellończyka wystawionym 14 października 1460 r. w Bydgoszczy.